# Supercopa do Brasil de 2020
A Supercopa do Brasil de 2020 foi a terceira edição do torneio da Supercopa, que retornou após 27 anos. Uma competição brasileira de futebol, organizada pela Confederação Brasileira de Futebol (CBF) que reuniu as equipes campeãs do Campeonato Brasileiro e da Copa do Brasil do ano anterior. Foi decidida em um jogo único, disputado em 16 de fevereiro, no Estádio Mané Garrincha, em Brasília.
O campeão da edição de 2020 foi o Flamengo, que conquistou a taça após vitória por 3 a 0 contra o Athletico Paranaense. Foi o primeiro título da equipe carioca nesta competição.
Na premiação da competição, o campeão ganhou cinco milhões de reais, enquanto o vice, dois milhões de reais.

## História

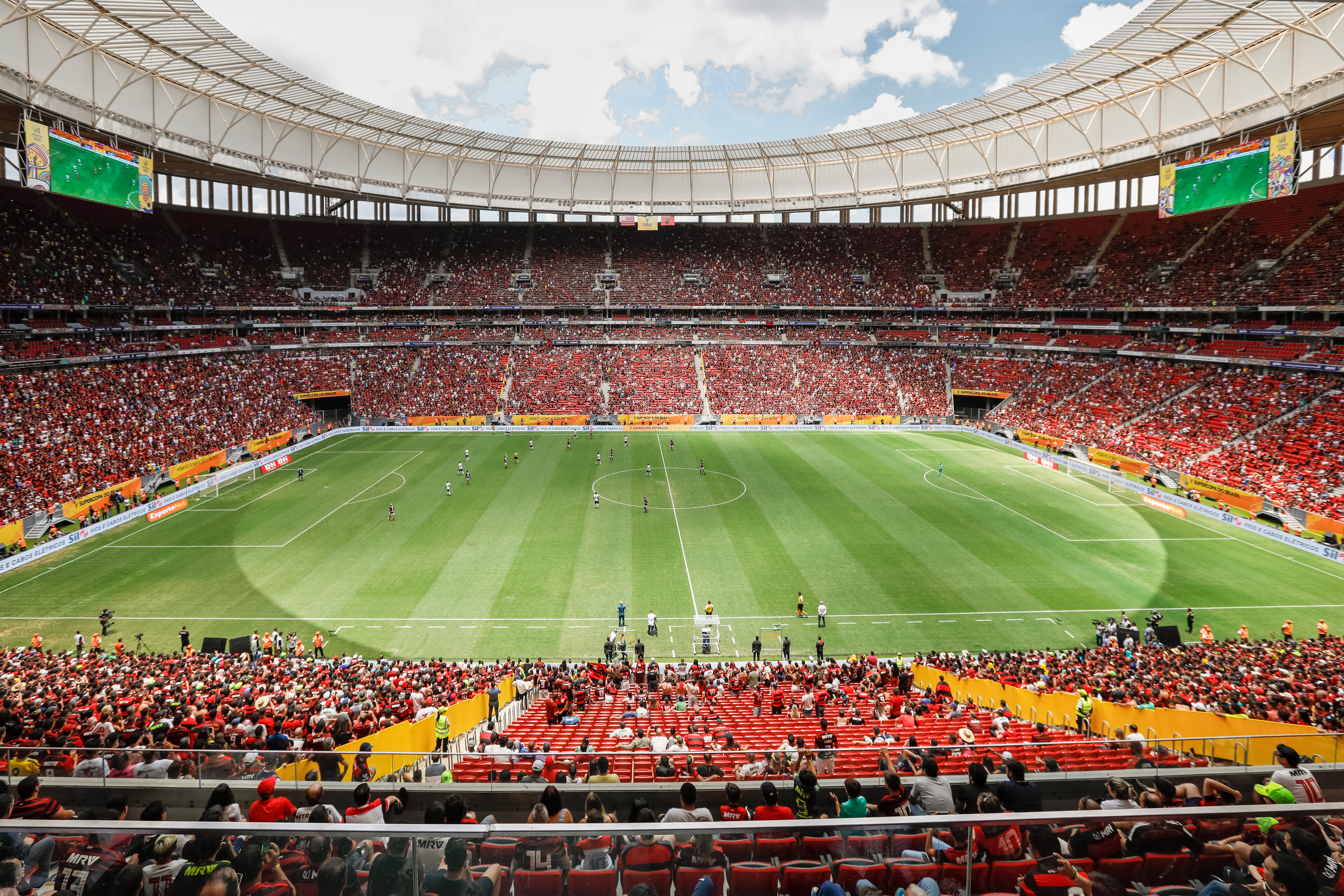
Foto do estádio durante a partida

A Supercopa foi disputada em duas ocasiões, primeiramente em 1990, entre o Campeão Brasileiro Vasco da Gama, contra o Campeão da Copa do Brasil Grêmio, vitória gremista pelo placar agregado de 2–0, em partidas válidas também pela Copa Libertadores de 1990. Na segunda edição, em 1991, o Campeão Brasileiro Corinthians venceu o Campeão da Copa do Brasil Flamengo, por 1–0, em jogo único.
Em 21 de fevereiro de 2019, com o intuito de propor novas pautas para o avanço do futebol brasileiro, foi confirmado pela CBF a volta do torneio que será realizado em jogo único e em local previamente definido, para a disputa da taça.
Caso um mesmo clube conquiste a vaga pelos dois critérios, o adversário do clube na Supercopa será o vice-campeão do Campeonato Brasileiro.
O ex-jogador Kléberson, que foi campeão pelas duas equipes, participou do protocolo que levou a taça dos vestiários para o campo.

## Participantes
| Clube                | Cidade         | Classificação                                      | Participação |
| -------------------- | -------------- | -------------------------------------------------- | ------------ |
| Flamengo             | Rio de Janeiro | Campeão do Campeonato Brasileiro de 2019 - Série A | 2ª           |
| Athletico Paranaense | Curitiba       | Campeão da Copa do Brasil de 2019                  | 1ª           |

## Partida
| 16 de fevereiro | Flamengo                                          | 3 – 0          | Athletico Paranaense | Estádio Mané Garrincha, Brasília                                          |
| 11:00 (UTC−3)   | Bruno Henrique 14' · Gabriel 29' · Arrascaeta 68' | Súmula Borderô |                      | Público: 48 009 Renda: R$ 7.423.760,00 Árbitro: GO Wilton Pereira Sampaio |

|  | Flamengo 0 |  | Athletico-PR |  |

| G            | 1  | Diego Alves            |     |     |
| LD           | 13 | Rafinha                |     |     |
| Z            | 3  | Rodrigo Caio           |     |     |
| Z            | 2  | Gustavo Henrique       |     |     |
| LE           | 16 | Filipe Luís            |     | 87' |
| M            | 5  | Willian Arão           |     |     |
| M            | 8  | Gerson                 |     |     |
| A            | 7  | Éverton Ribeiro        |     | 86' |
| M            | 14 | Giorgian De Arrascaeta |     | 72' |
| A            | 9  | Gabriel                | 85' |     |
| A            | 27 | Bruno Henrique         |     |     |
| Substitutos: |    |                        |     |     |
| G            | 37 | César                  |     |     |
| LD           | 30 | João Lucas             |     |     |
| Z            | 26 | Matheus Thuler         |     |     |
| Z            | 55 | Matheus Dantas         |     |     |
| LE           | 6  | Renê                   |     | 87' |
| V            | 33 | Thiago Maia            |     |     |
| M            | 10 | Diego                  |     | 86' |
| A            | 11 | Vitinho                |     |     |
| A            | 19 | Michael                |     | 72' |
| A            | 32 | Pedro Rocha            |     |     |
| A            | 29 | Lincoln                |     |     |
| A            | 21 | Pedro                  |     |     |
| Treinador:   |    |                        |     |     |
| Jorge Jesus  |    |                        |     |     |

| G              | 1  | Santos             |     |     |
| LD             | 13 | Khellven           |     | 46' |
| Z              | 33 | Lucas Halter       |     |     |
| Z              | 44 | Thiago Heleno      |     |     |
| LE             | 6  | Márcio Azevedo     |     | 46' |
| V              | 5  | Wellington         |     |     |
| M              | 26 | Erick              | 52' |     |
| V              | 18 | Léo Cittadini      |     | 63' |
| M              | 11 | Nikão              | 61' |     |
| A              | 7  | Rony               |     |     |
| A              | 10 | Marquinhos Gabriel |     |     |
| Reservas:      |    |                    |     |     |
| G              | 22 | Léo Vieira         |     |     |
| G              | 99 | Bento              |     |     |
| Z              | 14 | Robson Bambu       |     |     |
| Z              | 27 | Ivaldo             |     |     |
| LE             | 16 | Abner Vinícius     |     | 46' |
| LE             | 21 | Adriano            |     |     |
| M              | 88 | Christian          |     |     |
| M              | 3  | Lucho González     |     |     |
| M              | 55 | Fernando Canesin   |     | 46' |
| A              | 17 | Guilherme Bissoli  |     | 63' |
| A              | 28 | Vitinho            |     |     |
| A              | 96 | Carlos Eduardo     |     |     |
| Treinador:     |    |                    |     |     |
| Dorival Júnior |    |                    |     |     |